# Astragalus dictyophysus
Astragalus dictyophysus är en ärtväxtart som beskrevs av Georges François Reuter och Aleksandr Andrejevitj Bunge. Astragalus dictyophysus ingår i släktet vedlar, och familjen ärtväxter. Inga underarter finns listade i Catalogue of Life.